# Festa do Livro da Universidade de São Paulo

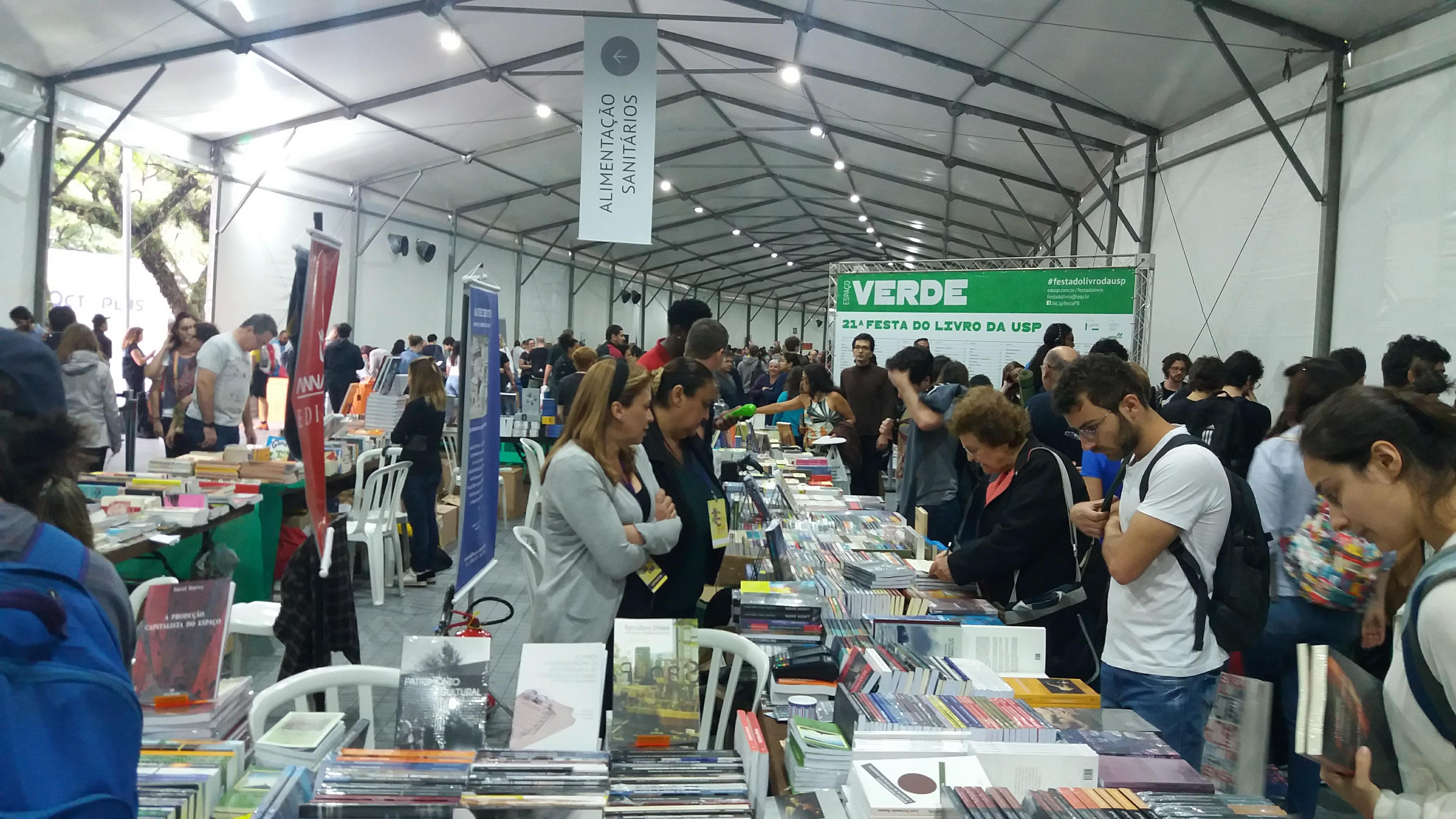
21a Festa do Livro da USP, em novembro de 2019.

A Festa do Livro da Universidade de São Paulo (USP) é uma feira literária realizada anualmente, desde 1999, pela Editora da Universidade de São Paulo. Considerado tradicional, o evento é conhecido por sua política de exigir desconto mínimo de 50% para todos os livros vendidos.

## História

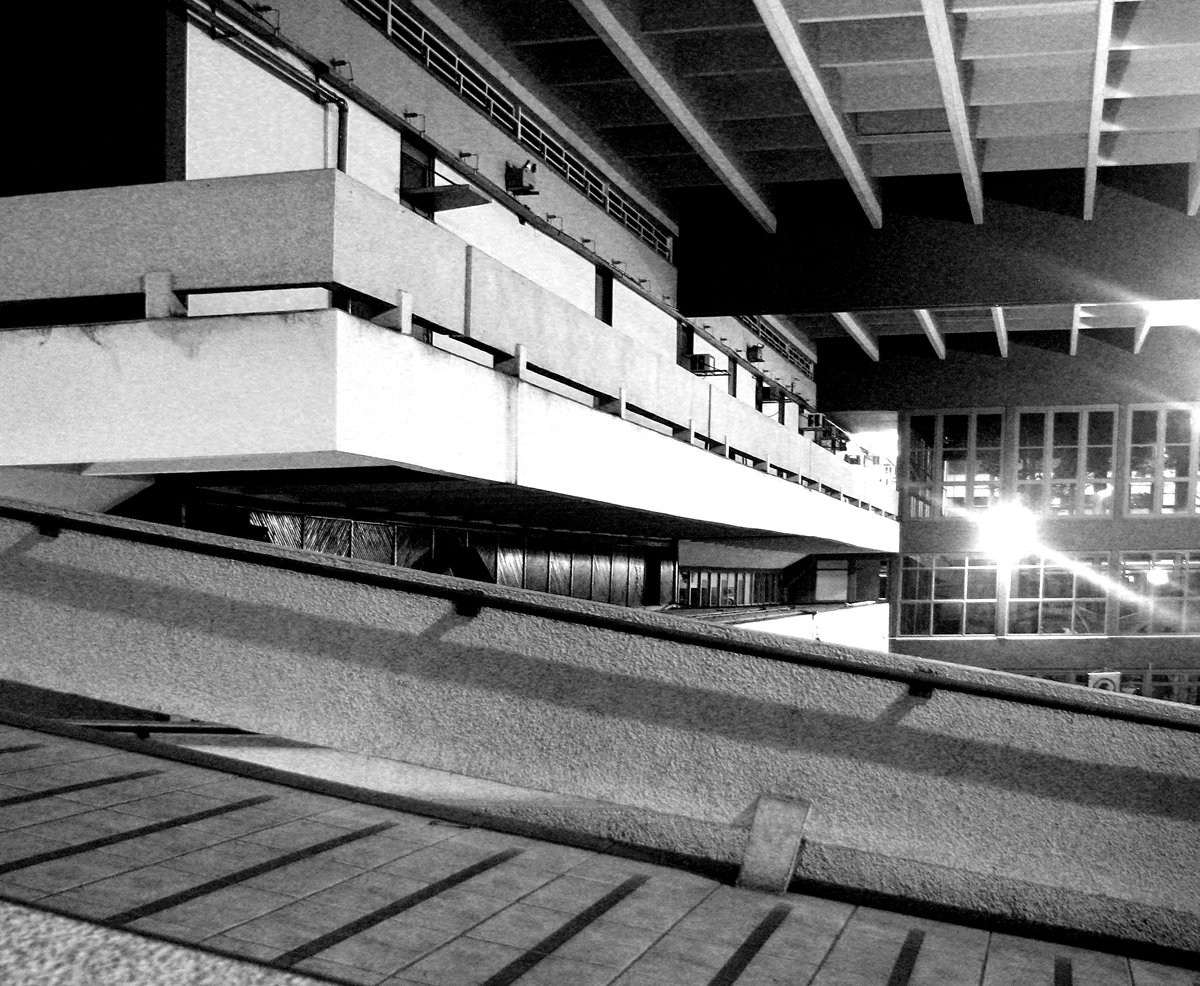
As doze primeiras edições da Festa ocorreram no "vão" da Faculdade de Filosofia, Letras e Ciências Humanas.

Idealizada por Plinio Martins Filho, professor e então presidente da Edusp, a primeira edição da Festa do Livro da USP foi realizada em 1999 na Faculdade de Filosofia, Letras e Ciências Humanas da Universidade de São Paulo. Inicialmente, pretendia-se fazer uma aproximação entre as editoras e a universidade, exigindo-se que as editoras participantes tivessem em seus catálogos livros presentes nas bibliografias dos cursos da universidade. Por haver um "convite", e não uma inscrição para o evento, surgiu a denominação "Festa". Já era obrigatório haver descontos de no mínimo 50%. Algumas edições depois, editoras de orientação não universitária passaram a também participar da Festa.
Com o crescimento do número de editoras participantes (de 31 em 1999 a 145 em 2011) e de público, a partir da décima terceira edição o evento passou a ser realizado na Escola Politécnica da USP. Em 2015, a Festa foi realocada para um local próximo ao Centro de Práticas Esportivas da USP. Na sua vigésima edição, em 2018, mais de 200 editoras participaram do evento.

## Recepção

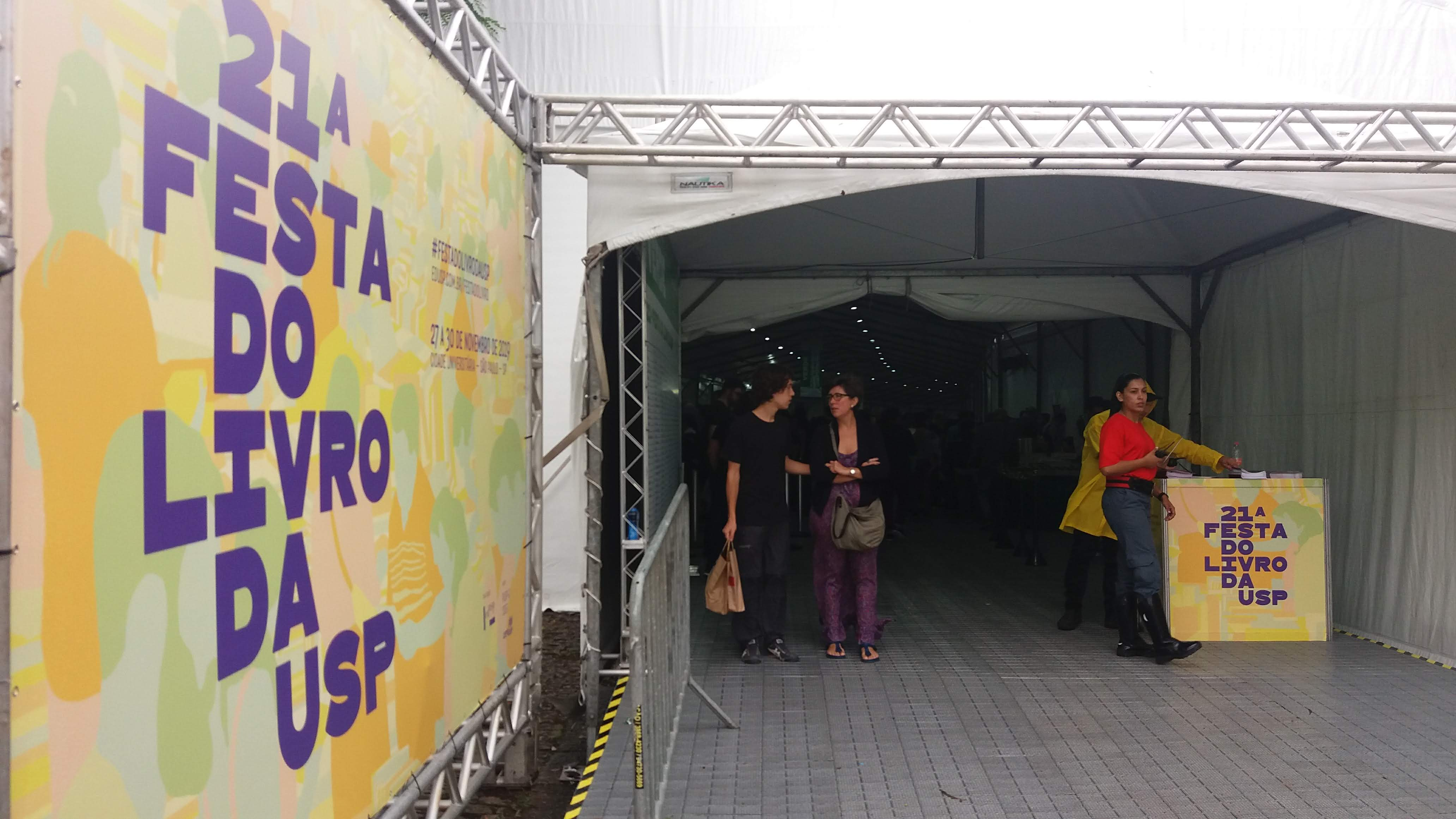
Entrada da 21a Festa do Livro da USP.

Em 2019, tratando da crise do mercado editorial no Brasil, Vitor Tavares, presidente da Câmara Brasileira do Livro, criticou a Festa do Livro da USP e outros eventos que oferecem grandes descontos, afirmando: "Lógico que, como consumidor, eu vou comprar o mais barato, mas temos de encontrar caminhos que possibilitem a sobrevivência da indústria." Por outro lado, muitas editoras vêem tais eventos como algo positivo: Gerson Ramos, da editora Planeta, afirmou que as feiras “são uma oportunidade de o leitor encontrar os títulos que procura”.